# S100A13
S100A13 — це протеїн, що належить до родини білків S100 та кодується однойменним геном S100A13, що розташований на 1-й хромосомі людини.

## Властивості
Протеїн S100A13 локалізується в цитоплазмі та ядрі багатьох нормальних клітин має кальцій-зв'язуючі властивості та бере участь у регуляції різноманітних клітинних процесів, зокрема прогресії клітинного циклу та диференціації клітин. В міоцитах гладенької мускулатури S100A13 експресується разом з іншими членами родини білків S100, що може свідчити про участь даного протеїну в трансдукції сигналу.

## Взаємодія
S100A13 має взаємодію з білком сінаптотагміном (SYT1).

## Патологія
Підвищена експресія протеїну S100A13 спостерігається в папілярному раку щитоподібної залози, меланоми, раку легень, що показано в дослідженнях на тканинах пухлин та лініях клітин.